# Tré-la-Tête
De Tré-la-Tête (Aiguilles de Trélatéte) is een 3930 meter hoge berg op de grens van het Franse departement Savoie en het Italiaanse Valle d'Aosta.
De berg ligt in het zuidelijke deel van het Mont Blancmassief, ten noorden van de Aiguilles des Glaciers. De Tré-la-Tête wordt aan alle zijden omgeven door gletsjers, in het westen door de Glacier de Tré-la-Tête, in het noorden door de Miagegletscher en in het zuiden door de Glacier de la Lex Blanche.
De beklimming van de berg vindt meestal plaats vanaf de Italiaanse zijde. Op de route naar de top ligt maar een hut; het Bivacco Giovane Montagna. Een groot voordeel van de Tré-la-Tête is dat er ten westen van de top geen hoge bergen meer liggen en men slecht weer dus op tijd kan zien aankomen.